# Борок (городской округ Перевозский)
Борок — поселок в составе Танайковского сельсовета Перевозского района Нижегородской области.

## География
Находится в 5 километрах от города Перевоз на левом берегу реки Пьяна. Абсолютная высота над уровнем моря — 108 м..

### Часовой пояс
Борок находится в часовой зоне МСК (московское время). Смещение применяемого времени относительно UTC составляет +3:00.

## Население
| 2002 | 2010 |
| ---- | ---- |
| 87   | ↘83  |

Национальный состав
Согласно результатам переписи 2002 года, в национальной структуре населения русские составляли  81% из 87 человек.